# 霸道选举算法
霸道选举算法（Bully algorithm）是一种分布式选举算法，每次都会选出存活的进程中ID最大的候选者。

## 霸道选举算法的假设
算法假设：
1. 系统是同步的
2. 进程在任何时候都可能失败，包括算法在执行的过程中
3. 进程失败后停止工作，重启后重新工作
4. 有失败监控者，它可以发现失败的进程
5. 进程之间的消息传递是可靠的
6. 每一个进程知道自己和其他每一个进程的ID以及地址

## 霸道算法的选举流程
选举过程中会发送以下三种消息类型：
1. Election消息：表示发起一次选举
2. Answer（Alive）消息：对发起选举消息的应答
3. Coordinator（Victory）消息：选举胜利者向参与者发送选举成功消息

触发选举流程的事件包括：
1. 当进程P从错误中恢复
2. 检测到Leader失败

选举流程：
1. 如果P是最大的ID，直接向所有人发送Victory消息，成功新的Leader；否则向所有比他大的ID的进程发送Election消息。
2. 如果P再发送Election消息后没有收到Alive消息，则P向所有人发送Victory消息，成功新的Leader。
3. 如果P收到了从比自己ID还要大的进程发来的Alive消息，P停止发送任何消息，等待Victory消息（如果过了一段时间没有等到Victory消息，重新开始选举流程）。
4. 如果P收到了比自己ID小的进程发来的Election消息，回复一个Alive消息，然后重新开始选举流程。
5. 如果P收到Victory消息，把发送者当做Leader。